# روبرت تريت
روبرت تريت (بالإنجليزية: Robert Treat) (مواليد 23 فبراير 1624 - الوفاة 12 يوليو 1710)